# 稲谷龍彦
稻谷 龍彦（いなたに たつひこ、1980年 - ）は、広島県福山市出身の日本の刑事学者。京都大学大学院法学研究科教授。日本財団国際フェローシップ第2期フェローとして、パリ政治学院およびシカゴ大学へ刑事司法制度についての比較制度分析をテーマに留学した。

## 略歴
- 1999年 愛光高等学校卒業[2]
- 2005年 東京大学文学部卒業
- 2008年 京都大学大学院法学研究科法曹養成専攻修了
- 2008年 京都大学大学院法学研究科助教、酒巻匡に師事[3]
- 2011年 京都大学大学院法学研究科准教授
- 2013年 パリ政治学院法科大学院客員研究員[4]
- 2014年 シカゴ大学政治学部客員研究員[4]

## 著作
- 『刑事手続におけるプライバシー保護――熟議による適正手続の実現を目指して』（弘文堂、2017年）